# Каньельяс, Хоан
Хоан Каньельяс (исп. Joan Cañellas Reixach; род. 30 сентября 1986, Санта-Мария-де-Палаутордера, Каталония) — испанский гандболист. Чемпион мира 2013 года в составе сборной Испании, бронзовый призёр чемпионата мира 2011 года, двукратный призёр чемпионатов Европы (2014 и 2016).

## Карьера

### Клубная
Хоан Каньельяс начинал свою профессиональную карьеру в испанском клубе Граннолерс. В 2005 году Каньельяс перешёл в «Барселону», и в первом же сезоне вместе с Барселоной стал чемпионов Испании. Проведя 3 сезона в Барселоне, Каньельяс перешёл в испанском клубе «Граннолерс». В сезоне 2008/09 Каньельяс в списке лучших бомбардиров по итогам сезона был на 6-м месте. В 2009 году Хоан Каньелес перешёл в «Сьюдад Реал». В сезоне 2009/10 Каньельяс помог «Сьюдад Реалу» стать чемпионом Испании, а в сезоне 2010/11 «Сьюдад Реал» был в чемпионате Испании 2-м.
В 2011 году Хоан Каньелес перешёл в «Атлетико Мадрид». В сезоне 2011/12 «Атлетико Мадрид» в чемпионате Испании занял 2-е место, а Хоан Каньельяс вошёл в состав символической сборной, по итогам сезона. В сезоне 2012/13 «Атлетико Мадрид» снова в чемпионате Испании занял 2-е место, Хоан Каньелес вошёл в состав символической сборной по итогам сезона на своей позиции.
В сезоне 2013/14 Хоан Каньельяс выступал за ГК «Гамбург».
В 2014 году Каньельяс перешёл в  ГК «Киль», где в сезоне 2014/15 помог Килю выиграть чемпионат Германии.

### В сборной
Хоан Каньельяс выступает за сборную Испании и сыграл за сборную 131 матчей и забил 355 голов.

## Достижения
Командные
- Чемпион мира: 2013
- Серебряный призёр чемпионата Европы: 2016
- Чемпион Испании: 2006, 2010
- Обладатель Кубка Испании: 2007, 2011, 2012, 2013
- Чемпион Германии: 2015
- Обладатель Суперкубка Германии: 2015

Личные
- Лучший бомбардир чемпионат Европы 2014 года
- MVP СЕХА-Лиги: 2017

## Статистика
| Сезон     | Клуб            | Лига        | Матчи | Голы | 7-метр | Голы |
| --------- | --------------- | ----------- | ----- | ---- | ------ | ---- |
| 2011/12   | Атлетико Мадрид | Liga ASOBAL | 27    | 108  | 17     | 91   |
| 2012/13   | Атлетико Мадрид | Liga ASOBAL | 26    | 111  | 20     | 91   |
| 2013/14   | Гамбург         | Бундеслига  | 33    | 143  | 41     | 102  |
| 2014/15   | Киль            | Бундеслига  | 36    | 133  | 58     | 75   |
| 2015/16   | Киль            | Бундеслига  | 29    | 66   | 14     | 52   |
| 2011—2013 | Итого           | Liga ASOBAL | 53    | 229  | 37     | 192  |
| 2013—2016 | Итого           | Бундеслига  | 98    | 342  | 113    | 229  |